# قائمة المواضيع المنسوبة إلى بول إيردوس
فيما يلي لائحة المواضيع المنوسوبة إلى بول إيردوس:
- جائزة بول إيردوس of the World Federation of National Mathematics Competitions
- جائزة إيردوس
- Anna و بول إيردوس postdoctoral Fellowship of the Mathematics Department of the جامعة تخنيون
- عدد إيردوس
- إيردوس cardinal
- عدد إيردوس–Nicolas
- إيردوس حدسية — a list of numerous حدسيةs named after إيردوس; انظر أيضا لائحة حدسيات by بول إيردوس.
  - إيردوس–Turán حدسية on additive bases
  - إيردوس حدسية on arithmetic progressions
  - إيردوس distinct distances problem
  - Cameron–إيردوس حدسية
  - إيردوس–Burr حدسية
  - إيردوس–Faber–Lovász حدسية
  - إيردوس–Graham حدسية — see إيردوس–Graham problem
  - إيردوس–Gyárfás حدسية
  - إيردوس–Straus حدسية
  - حدسية إيردوس–Szekeres
  - حدسية إيردوس–Turán
- Copeland–إيردوس constant
- إيردوس–Bacon number
- إيردوس–Borwein constant
- إيردوس–Diophantine graph
- إيردوس–Mordell inequality
- إيردوس–Rényi model
- إيردوس space
- مبرهنات إيردوس
  - de Bruijn–إيردوس مبرهنة (graph theory)
  - de Bruijn–إيردوس مبرهنة (incidence geometry)
  - مبرهنة إيردوس–Anning
  - إيردوس–Beck مبرهنة
  - مبرهنة إيردوس–Dushnik–Miller
  - مبرهنة إيردوس–Gallai
  - مبرهنة إيردوس–Kac
  - مبرهنة إيردوس–Ko–Rado
  - مبرهنة إيردوس–Nagy
  - مبرهنة إيردوس–Rado
  - مبرهنة إيردوس–Stone
  - مبرهنة إيردوس–Szekeres
  - مبرهنة إيردوس–Szemerédi
- إيردوس–Turán inequality
- إيردوس–Woods number
- مبرهنة Hsu–Robbins–إيردوس